# Astypalaia
Astypalaia (altgriechisch Ἀστυπάλαια Astypálaia oder Ἀστυπαλαία Astypalaía, lateinisch Astypalaea) ist eine Figur der griechischen Mythologie.
Sie ist die Tochter der Perimede und des Phoinix, eines Sohnes des phönizischen Königs Agenor, und gilt als Schwester der Europa. Einer anderen Tradition zufolge ist sie Europas Nichte.
Mit dem Gott Poseidon hat Astypalaia drei Söhne: Eurypylos, der König der Insel Kos wird, Ankaios, der König von Samos wird und an der Fahrt der Argonauten teilnimmt, und Periklymenos.
Nach ihr ist die Insel Astypalea in der östlichen Ägäis benannt.